# What Is Love? (EP)
What Is Love? es el quinto EP del girl group surcoreano Twice. Fue lanzado el 9 de abril de 2018 por JYP Entertainment y distribuido por Iriver.
Incluye el sencillo principal del mismo nombre producido por Park Jin-young, una canción con una melodía brillante y ritmo de dance incorporado de trap.

## Lista de canciones
| What Is Love? — Digital |                 |                           | | |          |  |
| N.º                     | Título          | Letras                    | Música | Arreglo | Duración |  |
| 1.                      | «What Is Love?» | J.Y. Park «The Asiansoul» | J.Y. Park «The Asiansoul»                                                                                           | Lee Woo-min «collapsedone»                                                                                          | 3:28     |  |
| 2.                      | «Sweet Talker»  | Jeongyeon, Chaeyoung      | Erik Lidbom, MLC, Julie Yu                                                                                          | Erik Lidbom for Hitfire Production                                                                                  | 3:27     |  |
| 3.                      | «Ho!»           | Jihyo                     | Micky Blue, The Elev3n, Joren Van Der Voort                                                                         | The Elev3n | 3:09     |  |
| 4.                      | «Dejavu»        | Chloe                     | Hayley Aitken, Jan Hallvard Larsen, Eirik Johansen, Anne Judith Stokke Wik, Ronny Vidar Svendsen, Nermin Harambašić | Hayley Aitken, Jan Hallvard Larsen, Eirik Johansen, Anne Judith Stokke Wik, Ronny Vidar Svendsen, Nermin Harambasic | 3:16     |  |
| 5.                      | «Say Yes»       | Monotree                  | Monotree | Monotree | 3:02     |  |
| 16:22                   |                 |                           | | |          |  |

| What Is Love? — Bonus tracks de la edición física |         |           |                                           |                   |          |  |
| N.º                                               | Título  | Letras    | Música                                    | Arreglo           | Duración |  |
| 6.                                                | «Stuck» | Galactika | Frants, Valeria Del Prete, Sean Alexander | Frants, Avenue 52 | 3:35     |  |
| 19:57                                             |         |           |                                           |                   |          |  |

## Historial de lanzamiento
| País                | Fecha              | Formato          | Distribuidora            | Ref |
| ------------------- | ------------------ | ---------------- | ------------------------ | --- |
| Mundo               | 9 de abril de 2018 | Descarga digital | JYP Entertainment Iriver |     |
| Corea del Sur       | 9 de abril de 2018 | Descarga digital | JYP Entertainment Iriver |     |
| 10 de abril de 2018 | CD                 | [ 4 ]            | JYP Entertainment Iriver |     |